# Górki-Izabelin
Górki-Izabelin (prononciation : [ˈɡurki izaˈbɛlin]) est un village polonais de la gmina de Mogielnica dans le powiat de Grójec de la voïvodie de Mazovie dans le centre-est de la Pologne.

## Histoire
De 1975 à 1998, le village appartenait administrativement à la voïvodie de Radom.